# アドホック
アドホック（ad hoc）は、「特定の目的のための」「限定目的の」などといった意味のラテン語の語句である。ad hocのadは「〜へ」「〜について」、hocは「これ」「この」という意味で、英語では「for this」に相当することになる。ヨーロッパ諸語では様々な語句と組み合わせて用いられている。他にも「とってつけたような」、「その場限りの」といった意味を持つ。

## Ad Hoc(Xcode)
iOS、iPadOS向けのテストアプリの配信方法。
- App Storeを介さずに、最大100台のデバイスまでアプリ配布可能。
- デバイスのUDIDをProvisioning Profileに登録する必要がある。
- Provisioning Profileの有効期限が切れるとアプリが利用できなくなる。
- アプリの署名に使った証明書が無効になるとアプリが利用できなくなる。

## アドホック・モード
コンピュータネットワーク関連の用語。「ピア・ツー・ピアモード」あるいは「インディペンデントモード」とも言う。無線LANクライアント同士が、アクセスポイントを介さず直接通信を行う。インフラストラクチャー・モードに比べて電波使用効率が良い。
プリンタなどの機器がアクセスポイントとなり、一時的に印字や初期設定のために接続する方式を「アドホック」という場合もある（実際は「インフラストラクチャー・モード」で動作している）。

### 無線アドホックネットワーク
従来型の移動体通信（携帯電話など）では、基地局、およびそれらを繋ぐ固定網などの基盤設備が必須である。
しかし、無線アドホックネットワークでは、固定ネットワークは不要であり、各端末自身が自律的にルーティングを行い（いわば、各端末がルーターやL3スイッチの役割を持つ）、マルチホップ通信を行う。
本質的にインフラレスであり、ネットワークを構築したい環境に端末を散布するだけ、端末が寄り集まるだけで、ネットワークを即席的に構築することが可能である。
いくつかの形態があるが、ひとつの形態として、モバイルアドホックネットワーク（MANET）がある。MANETでは、ラップトップPCや携帯電話など、携帯可能である端末で無線アドホックネットワークを構築する。

## アドホック・クエリ
情報科学分野の用語。アドホック・クエリを使えば、カスタマイズされたクエリを簡単に作成することが可能になる。通常、データベースの原理やSQL文を深く理解していなくても、GUIを使って行うことができる環境が提供されている。ただし、このような方式のクエリが多用されるとデータベースシステム全体のパフォーマンスにも影響が出かねないため、直接に"生"のデータベースを対象とするのではなく、"生"のデータベースを定期的に複製したものを対象にクエリを作成する、というようなことも行われる。そのような複製は「データウェアハウス」などと呼ばれることもある。

## アドホック・コミティー
アドホック・コミティーとは、特定の目的のために設置され、問題が解決した後には解消される委員会のことである。このような委員会は、組織の通常のプロセスでは解決しきれないような問題を解決するために利用される。例えばGATTは、開始された段階ではアドホック・コミティーによって管理されたが後にその委員会は解散し、管理は世界貿易機関（WTO）に移されることになった。

## アドホクラシー
アドホクラシーは「ad hoc + cracy＞ adhocracy」という構造の造語。アルビン・トフラーによって1970年代に広められた概念。現在では組織管理論や経営学の分野では広く用いられている概念である。bureaucracy（官僚制、官僚的システム）の硬直的で非効率な組織と対比される。ヘンリー・ミンツバーグは、アドホクラシーは通常の官僚的制度的な指揮系統を断ち切ることで機会を機敏に捉え、問題を解決し、結果を出す、としている。また、官僚制（bureaucracy）は旧時代のもので、アドホクラシーのほうが未来のものともされる。

## アドホックな仮説
アドホックな仮説(Ad hoc hypothesis)とは、ある理論が反証されたときに、その反証を否定するためにその理論に後から付け加えられる補助仮説のことである。
反証主義の立場からすれば、反証可能性を減少させるようなアドホックな仮説は認められない。すなわち、アドホックな仮説は、しばしば当の仮説の反証可能性を奪い、結果的に仮説そのものの科学的な地位を消し去ってしまう、と見なされている。